# Stanisław Podmostko
Stanisław Michał Podmostko (ur. 9 stycznia 1948 w Międzyzdrojach) – polski prawnik, wojewoda ostrołęcki (1990–1993).

## Życiorys
Ukończył studia prawnicze na Uniwersytecie im. Adama Mickiewicza w 1974. Uzyskał również doktorat na Papieskiej Akademii Teologicznej w 1992. Był aplikantem w Sądzie Wojewódzkim w Szczecinie (1974–1976), następnie pracował jako radca prawny w PZU w Ostrołęce (1976–1984). Od 1984 praktykował jako adwokat w Zespole Adwokackim w Ostrołęce. W latach 1980–1981 działał w pierwszej „Solidarności”, został internowany podczas stanu wojennego, osadzony w Zakładzie Karnym w Iławie. W okresie 1990–1993 sprawował funkcję wojewody ostrołęckiego. Bez powodzenia ubiegał się o mandat senatorski w wyborach w 1993 (z ramienia UD).
Po odejściu z urzędu powrócił do wykonywania zawodu adwokata, prowadząc prywatną kancelarię adwokacką w Ostrołęce. Był członkiem Unii Wolności oraz Partii Demokratycznej (kandydował z jej listy do Sejmu w 2005). Później związany z Platformą Obywatelską.